# 华宁小溪蟹
华宁小溪蟹（学名：Tenuipotamon huaningense）为溪蟹科小溪蟹属的动物。在中国大陆，分布于云南等地，主要生活于海拔 2000米山区溪流石块下。